# Beryl Bryden
Beryl Audley Bryden (Norwich, 11 mei 1920 – Londen, 14 juli 1998) was een Britse jazzzangeres die samengewerkt heeft met Chris Barber, Nat Gonella en Lonnie Donegan. Ella Fitzgerald omschreef Beryl Bryden ooit als Britain's queen of the blues. Ze was een van de meest flamboyante figuren in de Britse traditionele jazzwereld.